# 費爾南多·弗雷斯蒂耶里
費爾南多·馬丁·弗雷斯蒂耶里（義大利語：Fernando Martín Forestieri，1990年1月15日—）意大利足球運動員，出生於阿根廷，現效力於馬來西亞超級足球聯賽球會柔佛DT。

## 生平
弗雷斯蒂耶里出生在阿根廷的羅薩里奧，他的父母都是意大利人。他的職業生涯開始於2003年，最初效力於紐維爾老伙計，後轉往博卡青年競技俱樂部。2006年1月，弗雷斯蒂耶里轉會至熱那亞板球與足球俱樂部，并簽訂了一份五年的轉會合同。2006年11月8日，弗雷斯蒂耶里首次正式代表熱那亞出場。

## 外部連結
- Forestieri Forestieri （页面存档备份，存于）